# Éditions du Cabardès
Les éditions du Cabardès est une maison d'édition française de documentaires, de livres jeunesse, de romans et de jeux de société.

## Historique
Fondées en 2006 à Ventenac-Cabardès (dans le département de l'Aude, en région Occitanie) par Monique Subra qui en a assuré la direction jusqu'en 2023, avant de céder sa place à Nathalie Defert, les éditions du Cabardès éditent des albums illustrés, des romans jeunesse et des livres sur le patrimoine régional et départemental. La maison d'édition s'appuie sur un catalogue d'une quarantaine de titres pour plus de vingt auteurs. Une partie du catalogue est orientée vers l'histoire (particulièrement les époques médiévale et gallo-romaine) et le Canal du Midi. Les publications sont destinées à un public familial. Elles associent jeux et pédagogie et s'appuient sur une illustration importante.

## Auteurs au catalogue
- Nicolas Ancion
- Camille André
- Philippe Archer
- Jean-Michel Arroyo
- Véronique Barrau
- Bernadette Boucher
- Véronique Brosse
- Fabienne Calvayrac
- Brigitte Coppin
- Gérard Coulon
- Anne Coupvent
- Anne-Marie Desplat-Duc
- Élisabeth Doumenc
- Yvan Figon
- Lionel Hignard
- Elsa Huet
- Marijana Jelic
- Jean-Pierre Kerloc'h
- Françoise Lemonnier
- Sylvie Léonard
- Séverine Loizon
- Nathalie Louveau
- Maria-Sole Macchia
- Didier Millotte
- Sophie Miñana
- Christian Pastre
- Camille Perreau
- Michel Piquemal
- Anne-Sophie Plat
- Alan Roch
- Daniel Royo
- Mathieu Subra
- Monique Subra
- Norbert Subra
- Michèle Teysseyre
- Nicolas Vannier
- Marion Vialade

## Collections
- « Imagiers » : ils introduisent pour les tout petits les héros de la série Arturo.
- « histoires d'Histoire » : les livres de cette collection racontent les aventures de héros téméraires et constituent une bonne introduction à l'Histoire. La série phare de cette collection est Arturo.
- « Le petit guide de... » : entièrement illustrés, documentés, riches de détails et d'anecdotes, les guides de cette collection s'adressent à un public familial[7].
- « Balades & Légendes » : une collection qui propose la découverte des lieux auxquels sont attachées des légendes traditionnelles.
- « Les mots de... » : une collection qui permet de découvrir l'origine de mots ou d'expressions qui appartiennent au français d'aujourd'hui et dont la signification s'est souvent éloignée du sens d'origine[8].
- « Joue, apprends et colorie avec... » : livres de jeux et coloriages[9].
- Documentaires : des livres documentaires grands formats pour découvrir le territoire et l'histoire.
- Romans jeunesse en lien avec l’histoire médiévale et gallo-romaine[10]
- Romans adulte en lien avec l'histoire du territoire. Le roman Moi, Jean Pigasse, ouvrier du canal de Michèle Teysseyre a été traduit et publié en occitan par l'IEO, puis adapté en feuilleton radiophonique par le CIRDOC[11].
- Jeux : jeu de l'oie, cartes à jouer, 7 familles, puzzle[12].
- Carterie

## Ouvrages récompensés
- Le roman Moi, Jean Pigasse, ouvrier du canal de Michèle Teysseyre a obtenu le Prix du R.I.M.E (Réseau Intercommunal des médiathèques) au salon du Livre de Réalmont 2018, le Prix de l'Agora du Festival du Livre de Sainte-Foy-de-Peyrolières et le prix spécial du jury du livre de LSR Muret 2019[13].
- Rouge-Marbre, autre roman de Michèle Teysseyre, a obtenu le prix Feuilles de la Malepère 2022[14], décerné à l'occasion du Salon du Livre et de la Littérature régionale de Arzens.

## Promotion de la langue occitane
Le livre Les Mots des Occitans écrit par Michel Piquemal et illustré par Nathalie Louveau est un succès éditorial.[réf. nécessaire] En 2019 est paru Jean de l’Ours-Joan de l’Ors en version bilingue français-occitan par le conteur et auteur Alan Roch, illustrations Elsa Huet. Les éditions du Cabardès ont également été sélectionnées par la région Occitanie pour réaliser les 20 000 exemplaires livrets occitans destinés aux élèves de la région qui participent au projet académique occitan organisé par l'Éducation nationale.